# Torholmen (Alesund)
Torholmen  est une petite île de la commune de Ålesund, du comté de Møre og Romsdal, dans la mer de Norvège. 

## Historique

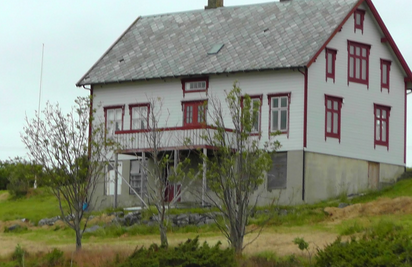
La maison principale de Torholmen, ici l'équipage de Leif Larsen a reçu de la nourriture et des soins après le pénible voyage à la rame depuis la côte du Trøndelag. Ils étaient dans le grenier à l'intérieur de la petite fenêtre du haut

Torholmen est une île autrefois habitée de la municipalité d'Ålesund à l'entrée du Grytafjorden. L'île avait des liaisons régulières par ferry vers Ålesund et Hamnsund. La maison principale a été abandonnée dans les années 1950 et vendue plus tard comme station balnéaire. Les habitants de Torholmen vivaient de la pêche, du séchage des seiches et de l'agriculture traditionnelle. Ils avaient du bétail, des moutons et des cochons. Des fruits, de l'orge et de l'avoine étaient également cultivés.

### Seconde Guerre mondiale

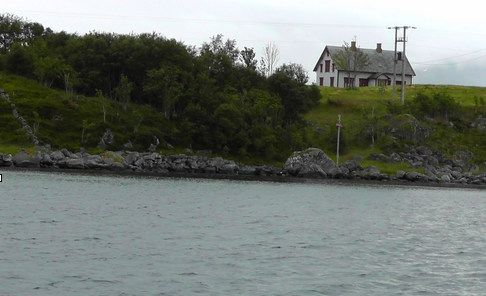
Le 20 avril 1945, la Gestapo débarque à Torholmen et arrête Lars Thorholm. Cette arrestation dura jusqu'à la capitulation du 8 mai

Pendant la Seconde Guerre mondiale, la ferme a servi de cachette au Shetland Bus, ainsi que de base pour l' opérateur radio Erling Rønneberg (en) lors de l' Opération Haga. Dans la nuit du 23 août 1944, Rønneberg est débarqué au phare d'Erkna, à l'ouest de Vigra. Le transport a été effectué par le chasseur de sous-marins KNM "Hessa" et le skipper Petter Salen. La station de radio Haga (SIS) était désormais établie à Torholmen. Rønneberg passait ses journées à une petite table dans la fenêtre du grenier orientée à l'ouest, avec ses jumelles pointées vers le poste d'amarrage du navire. La mission était de rendre compte aux Alliés du trafic maritime allemand. Les messages ont atteint Londres et des frappes aériennes pourraient être lancées.

### L'épave de Bergholm

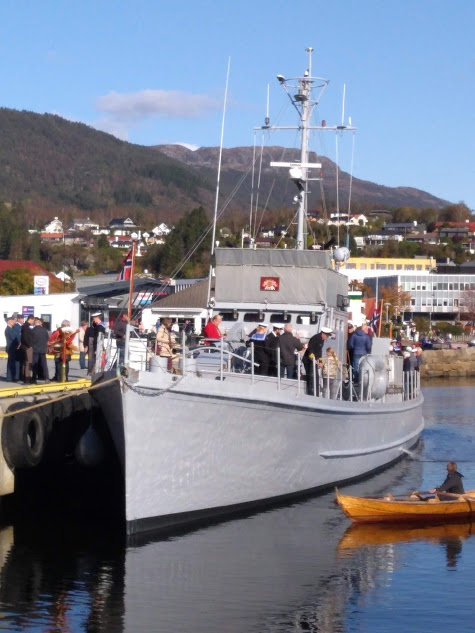
KNM Hitra, l'un des trois chasseurs de sous-marins livrés par l'US Navy en 1943 au trafic des Shetland

Du côté nord de Torholmen, Leif Larsen et son équipage ont débarqué après le raid aérien et le naufrage avec "Bergholm" en mars 1943 sur la côte de Trøndelag. Ils avaient ensuite ramé pendant quatre jours et avaient été guidés ici après avoir d'abord été à terre et rencontré des gens à Søviknes. Cependant, ils ont eu du mal à gravir la pente accidentée du côté nord dans l'obscurité. Plusieurs avaient des blessures par balle et des éclats dans le corps. Lars Thorholm de Torholmen appartenait au même groupe de résistance que Palmar Bjørnøy, le machiniste des Shetlands-Larsen , et Thorholm a accueilli les boursiers.
Dans la maison principale de Torholmen, les marins recevaient de la nourriture et des soins après le pénible voyage à la rame depuis la côte du Trøndelag. Deux d'entre eux ont été grièvement blessés et pouvaient à peine marcher. Leif Larsen avait également des éclats d'obus dans la cuisse. Les Allemands avaient reçu un conseil d'un capitaine de pêche pro-nazi, que l'équipage avait rencontré au large du Mørekysten, selon lequel les naufragés se trouvaient très probablement dans le district. Depuis les fenêtres du grenier, ils pouvaient voir des avions et des bateaux fouiller les environs. Lars a traîné le canot de sauvetage blanc de "Bergholm" dans le hangar à bateaux du côté sud de Torholmen, de sorte que les Allemands ne l'ont pas trouvé dans leurs recherches approfondies sur la plage pour l'équipage. Le lendemain, il l'a traîné sur le Grytafjorden et l'a coulé.

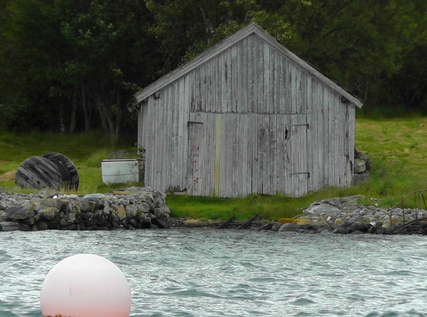
Le hangar à bateau

Leif Larsen et l'équipage sont restés à Torholmen pendant sept jours avant d'être transportés à Synes et depuis que Skorpa a été organisé. Cela s'est produit après de grands efforts des frères Sverre et Johan Roald, et Asbjørn Røsvik de Vigra. Au poste de contrôle allemand de Fosnavåg, qu'ils devaient traverser, ils ont caché les hommes sous des filets de pêche à l'arrière du bateau ponté. Aux soldats allemands, ils disaient qu'ils étaient de Vigra et vendaient des carottes. Les soldats ont acheté quelques sacs, sans aucune autre enquête sur le bateau.
Le vendredi 26 mars, l'équipage de 7 était recherché dans la presse locale. Une récompense de NOK a été promise. 5 000 NOK pour des informations pouvant conduire à une arrestation.
Dans la grange d'été de Skorpesund, ils ont finalement été récupérés par une vedette-torpilleur et emmenés à la base de Scalloway dans les Shetland. Avec un moteur d'avion américain de 5.000 chevaux, le bateau sort du Skorpesund et plus à l'ouest à une vitesse de 30 nœuds. C'était le premier voyage des Shetland à la Norvège. La date est le 12 avril 1943.
Lars a été arrêté le 20 avril 1945. Il a été libéré après la capitulation des Allemands.

### Après la guerre
Le drame et film de guerre norvégien-britannique Shetlandsgjängen de 1954 a été en partie tourné à Torholmen.